# Mesokrates Gestein

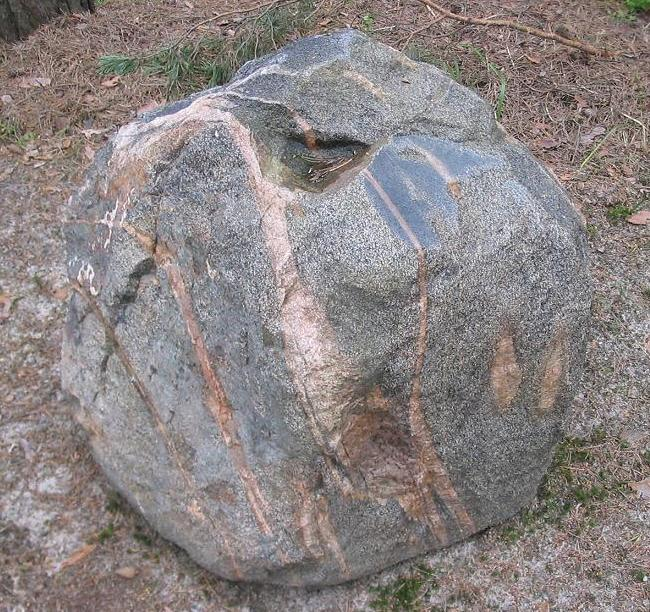
Gabbros mit durchschnittlichem Mineralbestand gehören zu den mesokraten Gesteinen. (Findling eines präkambrischen Gabbros aus Skandinavien: die dunkleren Stellen zeigen frisches Gestein, die helleren Oberflächen sind angewittert.)

Mesokrate Gesteine (von altgriechisch μέσος mésos „mittel“), auch als mesotype Gesteine bezeichnet, sind magmatische Gesteine mit weder sonderlich heller noch sonderlich dunkler Farbtönung. Ursächlich dafür ist, dass das Gestein einen Volumenanteil an dunklen mafischen Mineralen (Farbindex M′) aufweist, der mit 35 bis 65 % im mittleren Bereich liegt. Gesteine mit geringerem M′ (< 35) werden als leukokrat und Gesteine mit höherem M′ (> 65) werden als melanokrat bezeichnet. Typische mesokrate Gesteine sind z. B. Diorit oder Monzonit.
Die Nutzung des Attributes „mesokrat“ zur Gesteinscharakterisierung ist in der Fachliteratur eher selten anzutreffen. In der Regel wird nur zwischen leukokraten und melanokraten Magmatiten unterschieden, oft auch nur nach rein optischem Eindruck, ohne dass der exakte Anteil mafischer Minerale bekannt ist.